# Laval-Ouest
Laval-Ouest est un quartier de la ville de Laval au Québec situé dans l'ouest de l'île Jésus.

## Géographie
Laval-Ouest un quartier de l'ouest de Laval délimité par les quartiers de Fabreville au nord-est, de Sainte-Dorothée au sud-est, de Laval-sur-le-Lac au sud-ouest et par la rivière des Mille-Îles au nord-ouest. Sur l'autre rive de cette rivière se trouvent les villes de Saint-Eustache et de Deux-Montagnes (en face de Laval-Ouest). À l'origine, une grande partie du territoire de Laval Ouest était inondable. En 1985, un barrage en amont de la rivière des Mille-Îles a été construit et a permis de mieux réguler les crues printanières.

## Histoire
Les registres de la paroisse Sainte-Rose dénombrent dès 1745 des familles habitant à l'ouest de la paroisse, sur le territoire de ce qui allait devenir Plage Laval. En 1894, les paroissiens demandent un rattachement avec la paroisse de Saint-Eustache dont l'église (église de Saint-Eustache) est située juste en face sur la rive nord de la rivière des Mille-Îles, à proximité des rives de Plage Laval. La rive nord était déjà reliée à l'île Jésus par un pont payant depuis 1849, le pont Bellefeuille, qui arrivait tout près de l'église de Saint-Eustache. En 1927, une église est aménagée à Plage Laval, la chapelle de Sainte-Marie-Madeleine qui dessert alors 65 familles et 236 communiants.
Le 23 avril 1926, la firme immobilière américaine des frères Warren & Arthur Smadbeck fait l'acquisition de terrains agricoles sur l'île Jésus à l'ouest de Sainte-Rose. L'entreprise destine ces terrains à la mise en place de lieux de villégiature, tout comme ils l'ont fait ailleurs aux États-Unis, notamment dans la région de New York avec Mystic Beach. Un village d'été à proximité de la plage a ensuite été rapidement aménagé et devient le village de Plage Laval.
En 1929, les terrains sont vendus à l'Association des propriétaires de Plage Laval Inc. En 1930, le vieux village de Plage Laval s'incorpore et forme son premier conseil municipal sous la présidence du maire Taillon. On y compte 281 résidents permanents mais le nombre d'habitants grimpe à près de 5 000 lors de la période estivale.
La paroisse de Saint-Théophile est fondée en 1946 par Monseigneur Joseph Charbonneau. Une première église y sera construite en 1947, puis une seconde, plus importante, en 1964. Le père Roger Raymond y sera curé de 1947 à 1970 et donnera son nom à une école primaire de Laval-Ouest.
En 1940, est fondée la plus ancienne synagogue de l'île Jésus et du nord de Montréal. Il s'agit de la synagogue Beth Abraham qui a desservi les estivants juifs jusqu'au milieu des années 1970.
La municipalité du village de Plage Laval devient la ville de Laval-Ouest en 1951. Elle annexe une partie de la ville de Sainte-Dorothée en 1962, ce qui agrandit considérablement son territoire, et elle devient la cité de Laval-Ouest en 1964. Elle est fusionnée à la ville de Laval l'année suivante.

## Démographie
Sa population totale était de 11 120 personnes au recensement de 2006 et de 11 369 en 2011.
Laval-Ouest possède des zones résidentielles anciennes. De nouveaux développements sont en construction.

## Éducation
La première école de Plage Laval fut ouverte en 1938. Le bâtiment est situé au coin du boulevard Sainte-Rose et la 49e avenue. En 1946, elle ne suffit plus et on lance les chantiers des écoles Raymond et Christ-Roi, à l'époque près de la chapelle Marie-Madeleine, sur l'actuelle 29e avenue. On nomme l'école Raymond en l'honneur du curé Raymond qui officia la paroisse durant de nombreuses années.
Longtemps, les écoles de Laval-Ouest furent administrées par la Commission scolaire des Deux-Montagnes, en raison de la proximité géographique de la vaste région des Deux-Montagnes avec l'enclave de Laval-Ouest, reliée à cette région par un pont enjambant la rivière des Mille-îles. Le Centre de services scolaire de Laval (auparavant la Commission scolaire de Laval) administre maintenant les écoles francophones : 
- École primaire Fleur-de-Vie[6]
- École primaire Raymond[7]

La Commission scolaire Sir Wilfrid Laurier administre les écoles anglophones. L'Académie Junior Laval et l'Académie Senior Laval (en), situées à Chomedey, desservent tous les secteurs de Laval.

## Architecture
On retrouve de nombreux anciens chalets rénovés en maisons, surtout du côté nord du boulevard Sainte-Rose car c'était à l'origine un endroit de villégiature.
L'église Saint-Théophile a été construite en 1964 par l'entrepreneur Bernard Malo à partir des plans des architectes Jacques Vincent et Jean Damphousse. Le terrain qu'elle occupe a été donné à la fabrique par le curé Raymond lui-même. Son architecture est résolument moderne et reflète l'esprit d'innovation qui accompagnât le Concile de Vatican II. La pierre de ses murs a été extraite du roc sur lequel elle est construite. L'église renferme de magnifiques vitraux réalisés par  Art Kalleïray vers 1964 à partir des dessins de l'artiste québécois Alfred Pellan. Un  magnifique orgue Casavant de 1928 fût donnée au curé Raymond et remontée dans l'église au milieu des années 1970.

## Loisirs
Il n’y a aucun terrain de golf à Laval-Ouest même mais si le territoire en est entouré. Il y a le golf Laval-sur-le-Lac à la limite ouest fondé en 1917, Le golf Cardinal au sud (Sainte-Dorothée) fondé en 1955, le golf U.F.O. à l'est (Fabreville) et finalement le golf Islesmere fondé en 1919 sur la rive sud de l'Île Jésus à Sainte-Dorothée.
On y trouve l'aréna Hartland-Monahan, une piscine extérieure, la piscine Raymond, et le parc Laval-Ouest pour le baseball, le soccer, le football et le patinage extérieur en hiver.
Le Service des loisirs de Laval-Ouest est un organisme communautaire qui est en opération depuis avril 1971. Il offre des activités communautaires de loisirs dans les domaines sportif, culturel et artistique, entre autres.